# Drapeau des Tonga
Le drapeau des Tonga, adopté en 1875, comprend un fond rouge avec un canton de couleur blanche chargé d'une croix rouge. 

## Histoire
La première version du drapeau des Tonga était un drapeau blanc avec une croix grecque rouge (1862) mais il était trop semblable à celui de la Croix-Rouge, adopté le 22 août 1864, ce qui en a provoqué le dessin actuel, avec la croix en canton d'un drapeau rouge.

Drapeau de Tongatapu de 1858 à 1862.
Drapeau des Tonga de 1862 à 1866.

## Réglementation et usages
La constitution de 1875 précise que le drapeau ne doit jamais être modifié. La forme actuelle du drapeau est attribuée au révérend Shirley Baker, un prêtre méthodiste wesleyen, et au prince Uelingatoni Ngu Tupoumalohi . Devant la première assemblée des Tonga, en 1862, le roi George Tupou Ier déclara que son vœu était que leur drapeau contienne la croix de Jésus et que le drapeau soit rouge pour rappeler le sang répandu sur la croix.
Un pavillon de guerre a été adopté en 13 septembre 1985. Il a un champ blanc. Il porte une croix grecque rouge en canton comme le drapeau national. Et, comme le pavillon naval britannique, il est chargé de la croix de Saint-Georges, mais cette croix rouge est bordée d'un liseré rouge et elle est décentrée vers la hampe à la façon des drapeaux scandinaves. Selon certaines sources, le dessin de ce pavillon servirait également comme étendard des forces armées.

Pavillon de guerre,
Pavillon royal